# Friedrich Hitz
August Wilhelm Friedrich Hitz, genannt Fritz Hitz (* 10. November 1918 in Stargard (Pommern); † 27. Juli 1997 in Neubrandenburg) war ein deutscher Maler.

## Leben und Werk
Friedrich Hitz nahm bis 1945 als Soldat der Wehrmacht am Zweiten Weltkrieg teil und kam danach nach Burg Stargard. Von 1950 bis 1952 belegte er an der Universität Greifswald Lehrgänge bei Herbert Wegehaupt. Danach arbeitete er als freischaffender Künstler und als Kunsterzieher in Burg Stargard. Er war vor allem Landschaftsmaler. Hitz gehörte zu den ersten Künstlern, die Volkskunstzirkel ins Leben riefen und leiteten, so die Bezirksarbeitsgemeinschaft Neubrandenburg und die Zentrale Arbeitsgemeinschaft künstlerisches Volksschaffen der NVA Neubrandenburg. Dabei arbeitete er u. a. mit Werner Schinko, Lothar Weber (1925–2013) und Annemarie Wesenberg (1926–1912) zusammen. Zu seinen Schülerinnen gehörte Heide-Marlis Lautenschläger.
Hitz war Mitglied des Verbandes Bildender Künstler der DDR und erhielt in der DDR mehrere Auszeichnungen, u. a. 1958 und 1967 den Fritz-Reuter-Kunstpreis, 1964 die Verdienstmedaille der NVA und 1984 den Theodor-Körner-Preis.

## Werke (Auswahl)

### Tafelbilder
- Winterlandschaft bei Burg Stargard in Mecklenburg (Öl. 80 × 132 cm; ausgestellt auf der Dritten Deutschen Kunstausstellung)[3]
- Fischer an der Müritz (Öl auf Pappe, 36,5 × 48,5 cm, 1954; Deutsches Historisches Museum Berlin)
- Ginster in Feldberg (Öl, 60 × 80 cm, 1958; ausgestellt auf der Vierten Deutschen Kunstausstellung)[4]
- Winter am Krebssteig auf dem Klüschenberg (Öl, um 1960)[5]
- Burg Stargard (Öl auf Hartfaser, 89 × 119 cm, 1972; Kunstarchiv Beeskow)

### Didaktische Publikation
- Methodik der Zirkelarbeit Heft 1. Farb-Erlebnis, Wiedergabe u. Gestaltung. Zentralhaus f. Kulturarbeit, Leipzig 1962

## Ausstellungen (unvollständig)

### Einzelausstellung
- 1978: Neubrandenburg, Haus der Kultur und Bildung

### Ausstellungsbeteiligungen
- 1953 und 1958/59: Dresden, Dritte und Vierte Deutsche Kunstausstellung
- 1959 bis 1984: Neubrandenburg, fünf Bezirkskunstausstellungen
- 1965: Frankfurt/Oder, Rathaus („Kunstpreisträger des FDGB“)